# Желтовка (Нижньогородська область)
Желтовка (рос. Желтовка) — присілок в Краснобаковському районі Нижньогородської області Російської Федерації.
Населення становить 7 осіб. Входить до складу муніципального утворення Прудовська сільрада.

## Історія
Від 2009 року входить до складу муніципального утворення Прудовська сільрада.

## Населення
| 2002 | 2010 |
| ---- | ---- |
| 13   | ↘7   |